# Болад
Болад, Пулад-чинсанг, Пулад-ака (ум. 26 апреля 1313, Арран) — монгольский государственный деятель, представитель великих ханов при дворе ильханов-Хулагуидов (1286—1311). Занимал посты чэнсяна (министра) и баурчи (стольника).

## Биография
Происходил из племени дорбен (дурбэн). Был внуком (или сыном) Юраки, баурчи Чингисхана, сотника из его личной тысячи. Болад впервые упоминается под 1248 годом, когда Хубилай, тогда ещё князь, приказал известному учёному Чжан Дэ-хою (1197—1274) обучать его старшего сына, а также Болада и других. В это время Боладу должно было быть около семи или восьми лет.
Он проявил большие способности в изучении китайского языка, поскольку позднее, в 1269 и 1271 годах, готовил для Великого императорского секретариата (чжун-шу шэн) переводы официальных документов. О жизни Болада в 1250-х ничего неизвестно, вероятно, он находился в свите Хубилая. После того, как Хубилай провозгласил себя ханом в 1260 году, он провёл реформу старой гвардии кэшика, учредив гвардейский корпус вэй. Болад готовил к службе в гвардии юношей из знатных семей, причём не только монгольских.
Участвовал в судебном разбирательстве после сдачи Ариг-Буги (1264) и подавлении восстания китайцев после смерти Ахмеда Фенакети и Као пин-чжана (1282). В 1278 году Болад под командованием джалаира Тогана и князя Уругтая выступил в поход против Хайду в Джунгарию и долину Иртыша; в конце 1279 года вернулся ко двору.
В конце 1285 года Болад вместе с Ай сюэ и другими представителями Хубилая прибыл в государство Хулагуидов к ильхану Аргуну (1284—1291). Болад назван у Рашид ад-Дина «великим эмиром, командующий войсками Ирана и Турана». В 1294 году после консультации с Боладом ильхан Гайхату решил выпустить бумажные деньги чау по примеру китайских. В Тарих-и Олджейту Кашани Болад назван третьим среди высших лиц государства после Кутлуг-шаха и Чобана в период правления Олджейту (1304—1316).
Болад считался лучшим знатоком монгольской истории и происхождения различных степных племён. Газан-хан, уступавший в знании старины лишь самому Боладу, приказал своему визирю Рашид ад-Дину составить сочинение по истории монголов. По словам Шемс ад-дина Кашани, Болад и Рашид изо дня в день занимались вместе, как учитель и ученик: «счастливый эмир рассказывал, учёный везир записывал с его слов». Возможно, через посредство Болада Рашид ад-Дин пользовался данными «Алтан дэбтэр». По предположению А. Б. Тогана, в основу Сборника летописей легла так называемая «Монгольская книга» (Китаб-и мугули), которую Болад и другие монголы могли составить на основе «Алтан дэбтэр».